# Nathan Divinsky
Nathan Joseph Divinsky (Winnipeg, 1925. október 25. – Vancouver, 2012. június 17.) kanadai matematikus, sakkmester és -szakíró.
A manitobai Winnipegben született. A BSc fokozatát a Winnipegi Egyetemen szerezte meg 1946-ban. Az MSc fokozatát 1947-ben, a PhD fokozatát 1950-ben a Chicagói Egyetemen szerezte meg. Disszertációjának címe: Power-Associativity and Crossed Extension Algebras. Témavezetője Abraham Adrian Albert volt. Gyűrűelmélettel, főleg a radikálok elméletével foglalkozott.
Kétszer vett részt a Sakkolimpián. Először 1954-ben Amszterdamban, majd 1966-ban Havannában. A Canadian Chess Chat újság szerkesztője volt évekig. Kanadát képviselte a Nemzetközi Sakkszövetségben (FIDE). A kanadai Sakk Hírességek Csarnokának a tagja.
A Brit Kolumbiai Egyetemen volt matematikaprofesszor és egy ideig dékánhelyettes.
Felesége volt 1972-től 1983-ig Kim Campbell, aki később Kanada 19. miniszterelnöke lett.

## Néhány publikációja
- Rings and radicals, University of Toronto Press, 1965.
- The Batsford Encyclopedia of Chess, 1990. ISBN 0-7134-6214-0
- Life maps of the great chess masters, 1994.
- Warriors of the Mind: A Quest for the Supreme Genius of the Chess Board, (társszerző: Raymond Keene), 1989, 2002. ISBN 0-9513757-2-5